# Cyathea firma
Cyathea firma är en ormbunkeart som först beskrevs av Bak., och fick sitt nu gällande namn av Karel Domin. Cyathea firma ingår i släktet Cyathea och familjen Cyatheaceae. Inga underarter finns listade.